# The Farewell
The Farewell es una película estadounidense dramática de 2019 dirigida por Lulu Wang y protagonizada por Awkwafina, Tzi Ma, Diana Lin, Zhao Shuzhen, Lu Hong y Jiang Yongbo.  
La película se basa en parte en las experiencias de vida de la directora Wang, que primero discutió públicamente como parte de su historia de radio What You Don't Know, que apareció como parte de un episodio de This American Life. La película se proyectó en la sección Competencia dramática de Estados Unidos en el Festival de Cine de Sundance 2019 y fue estrenada en cines en los Estados Unidos el 12 de julio de 2019 por A24. Recibió elogios de los críticos, de modo particular por el guion y la dirección de Wang y las actuaciones de Awkwafina y Zhao Shuzhen.

## Argumento
La aspirante a escritora chino-estadounidense Billi mantiene una estrecha relación con Nai Nai (un término usado para referirse a 'abuela paterna' en mandarín) que vive en Changchun, China. Después de recibir una carta de rechazo para una beca Guggenheim, Billi descubre de sus padres, Haiyan y Jian, que Nai Nai ha sido diagnosticada con cáncer de pulmón terminal y se prevé que solo le quedan unos pocos meses de vida. 
Mediante el engaño y la manipulación de los resultados de las pruebas médicas, el diagnóstico se mantiene en secreto de la propia Nai Nai. En cambio, a Nai Nai se le dice falsamente que sus recientes visitas al médico solo han revelado hallazgos benignos. Se ha planeado una boda para el primo de Billi, Hao Hao, de Japón, en China, como una excusa para unir a la familia para gastar lo que se espera que sea una última vez con Nai Nai. Temiendo que Billi termine exponiendo la mentira a su abuela, Haiyan y Jian le dicen que permanezca en la ciudad de Nueva York.
Billi desobedece las órdenes de sus padres y vuela a Changchun, poco después de que el resto de la familia llegue allí. Billi asegura a sus padres que no revelará el diagnóstico de cáncer a Nai Nai. Sin embargo, durante todo el viaje, se enfrenta con el resto de la familia, incluido el médico que trata a su abuela, por su deshonestidad deliberada hacia su abuela. 
Abrumada por la culpa, Billi expresa pensamientos conflictivos con sus padres sobre las creencias culturales chinas que hacen que una familia se niegue a revelar una enfermedad tan peligrosa para la vida con la matriarca. Una noche, su tío, Haibin, sostiene que la mentira le permite a la familia soportar la carga emocional del diagnóstico, en lugar de Nai Nai, una práctica de colectivismo que Haibin reconoce a Billi difiere de los valores individualistas comunes en la cultura occidental. Más tarde, Billi se entera de que Nai Nai también le dijo una mentira similar a su esposo hasta su muerte, cuando estaba enfermo.
El día de la boda, tanto Haibin como Hao Hao lloran en diferentes ocasiones, pero logran continuar con el resto del banquete según lo planeado sin levantar las sospechas de Nai Nai. Esa noche, Nai Nai le da a Billi un hóngbāo, animándola a gastar el dinero que ella elija. Cuando Billi le revela a su abuela sobre el rechazo de la beca Guggenheim, Nai Nai responde alentando a Billi a continuar siguiendo sus sueños. 
Billi mantiene su promesa de mantener la mentira y comparte un adiós lloroso con Nai Nai, mientras el resto de los familiares visitantes regresan a sus hogares en Japón y Estados Unidos. Los créditos revelan que seis años después de su diagnóstico, la mujer en la que se basó el personaje de Nai Nai todavía está viva y desconoce su condición.

## Reparto
- Awkwafina como Billi.
- Diana Lin como Jian, la madre de Billi.
- Tzi Ma como Haiyan, el padre de Billi.
- Zhao Shuzhen como Nai Nai, la abuela de Billi.
- Jiang Yongbo como Haibin, el hermano mayor de Haiyan.
- Lu Hong como Little Nai Nai, la hermana menor de Nai Nai.
- Chen Han como Hao Hao, el hijo de Haibin.
- Aoi Mizuhara como Aiko, la novia de Hao Hao.
- Chen Hanwei
- Li Xiang

## Producción

### Inspiración
Basada en una historia inicialmente compartida en This American Life. Wang dijo que la película se basaba en la enfermedad de su abuela, al afirmar que "Siempre sentí la división en mi relación con mi familia en comparación con mi relación con mis compañeros de clase y con mis colegas y con el mundo en el que vivo. Esa es la naturaleza de ser un inmigrante y estar entre dos culturas".

## Estreno
En enero de 2019, A24 adquirió los derechos de distribución mundial de la película por $7 millones, sobre Netflix, Amazon Studios y Fox Searchlight. Fue estrenada el 12 de julio de 2019.

## Recepción
The Farewell recibió reseñas sumamente postivas de parte de la crítica y de la audiencia. En el sitio web especializado Rotten Tomatoes, la película posee una aprobación de 97%, basada en 349 reseñas, con una calificación de 8.5/10, y con un consenso crítico que dice: "The Farewell captura hábilmente dinámicas familiares complicadas con un drama conmovedor y bien interpretado que combina la especificidad cultural con temas universalmente identificables." De parte de la audiencia tiene una aprobación de 86%, basada en más de 5000 votos, con una calificación de 4.2/5.
El sitio web Metacritic le dio a la película una puntuación de 89 de 100, basada en 47 reseñas, indicando "aclamación universal". En el sitio IMDb los usuarios le asignaron una calificación de 7.5/10, sobre la base de 64 912 votos, mientras que en la página web FilmAffinity la cinta tiene una calificación de 6.7/10, basada en 4976 votos.